# Château du Travet
Le château du Travet est un château situé dans la commune Labastide-Saint-Georges dans le département du Tarn, en France et inscrit aux monuments historiques depuis le 24 janvier 1952.